# Sable

Representacions del sable

El sable és el color negre en heràldica.
És considerat un color neutre, de manera que es pot juxtaposar amb altres colors.
La Societat Catalana d'Heràldica recomana fer ús del to de negre Extra Black U en la codificació pantone.
En els gravats es representa mitjançant ratlles verticals i horitzontals creuades.